# Филатов, Антонин Николаевич
Антонин Николаевич Фила́тов (1902—1974) — советский хирург, трансфузиолог, академик АМН СССР (1966).

## Биография
Родился 4 (17 августа) 1902 года в Ораниенбауме (ныне Ломоносов) в семье Н. М. Филатова. Известен как основоположник фракционирования крови, впервые в мире осуществивший переливание плазмы крови в 1932 году. Антонин Филатов является одним из первых в СССР разработчиков получения и клинического применения лечебных препаратов из крови, таких как фибринная плёнка, фибринный порошок, сыворотка Филатова. Под руководством А. Н. Филатова был создан ряд кровезамещающих жидкостей. Под его редакцией была издана книга «Пересадки и замещения тканей и органов» (Л.: Медгиз. Ленингр. отд-ние, 1960. — 324 с.).
Умер 7 марта 1974 года. Похоронен в Ленинграде на Богословском кладбище.
Сын Н. А. Филатов (1934—1992) — горный инженер, профессор, лауреат Государственной премии СССР (1984).

## Признание
- Сталинская премия второй степени (1952) — за разработку новых методов консервирования крови и получения её лечебных препаратов
- орден Красной Звезды (07.04.1940)
- орден Ленина
- орден Трудового Красного Знамени
- орден «Знак Почёта» (17.04.1940) — «за успешную работу и проявленную инициативу по укреплений обороноспособности нашей страны»
- медали